# 克利斯羅
克利斯羅（Clitheroe，/ˈklɪðəroʊ/）是英國英格蘭蘭開夏郡的一個城市。克利斯羅是一個旅遊業中心，有人口14,765人。

## 友好城市
- 法國 里沃萨尔特